# Hemolymph
Hemolymph hay còn gọi là haemolymph là một chất lỏng trong hệ tuần hoàn của động vật chân đốt, tương tự như máu và dịch giữa các tế bào (bao gồm cả nước, protein, chất béo, đường, hormone...) ở động vật có xương sống như chim và động vật có vú. Ngoài ra, một số động vật không thuộc ngành chân đốt ví dụ như động vật thân mềm cũng có một hệ thống tuần hoàn hemolymph.
Hemolymph bao phủ toàn bộ trong cơ thể và bao quanh tất cả các tế bào. Nó chứa hemocyanin, một protein có gốc đồng cho nên chuyển thành màu xanh khi bị oxy hóa, thay vì có gốc sắt như hemoglobin trong tế bào hồng cầu ở động vật có xương sống, do đó hemolymph có màu xanh dương pha lục chứ không phải màu đỏ như máu của động vật có xương sống. Khi không bị oxy hóa, hemolymph nhanh chóng mất màu và chuyển thành màu xám.
Hemolymph còn chứa các chất chống đóng băng (INA), chất này có trong hemolymph của nhiều loài côn trùng như bọ cánh cứng, ruồi, cánh màng...
Hemolymph bao gồm nước, muối vô cơ (chủ yếu là Na+, Cl-, K+, Mg2+, và Ca2+), và các hợp chất hữu cơ (chủ yếu là cacbohydrat, protein, và lipid). Các phân tử vận chuyển oxy chính là hemocyanin.

## Đặc dụng
Ở một số loài, hemolymph có chức năng khác hơn so với chức năng tương tự máu. Một số loài côn trùng có thể chảy máu phản xạ khi bị tấn công bởi kẻ thù. Kiến chúa trong chi Leptanilla được cho ăn bằng hemolymph sản xuất bởi các ấu trùng.

## Hình ảnh

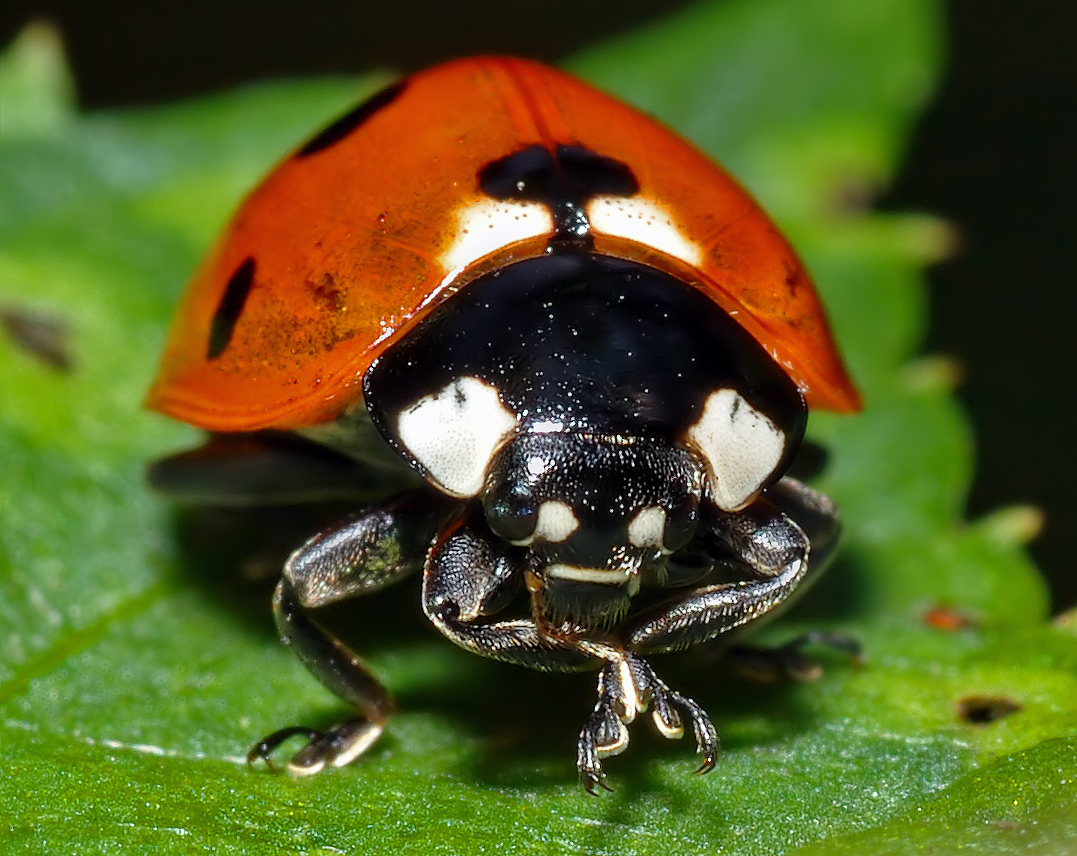
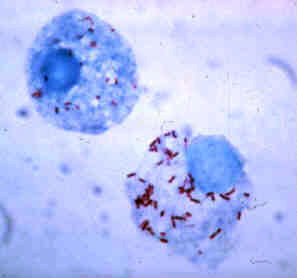